# Sarakíniko (strand)
Sarakíniko är en strand i Grekland.   Den ligger i prefekturen Kykladerna och regionen Sydegeiska öarna, i den sydöstra delen av landet, 150 km söder om huvudstaden Aten. Sarakíniko ligger på ön Milos Island.